# Zehneria
Zehneria är ett släkte av gurkväxter. Zehneria ingår i familjen gurkväxter.

## Bildgalleri

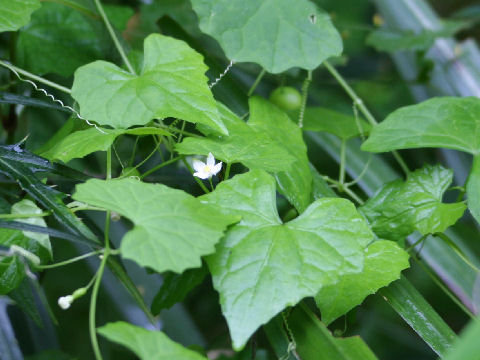
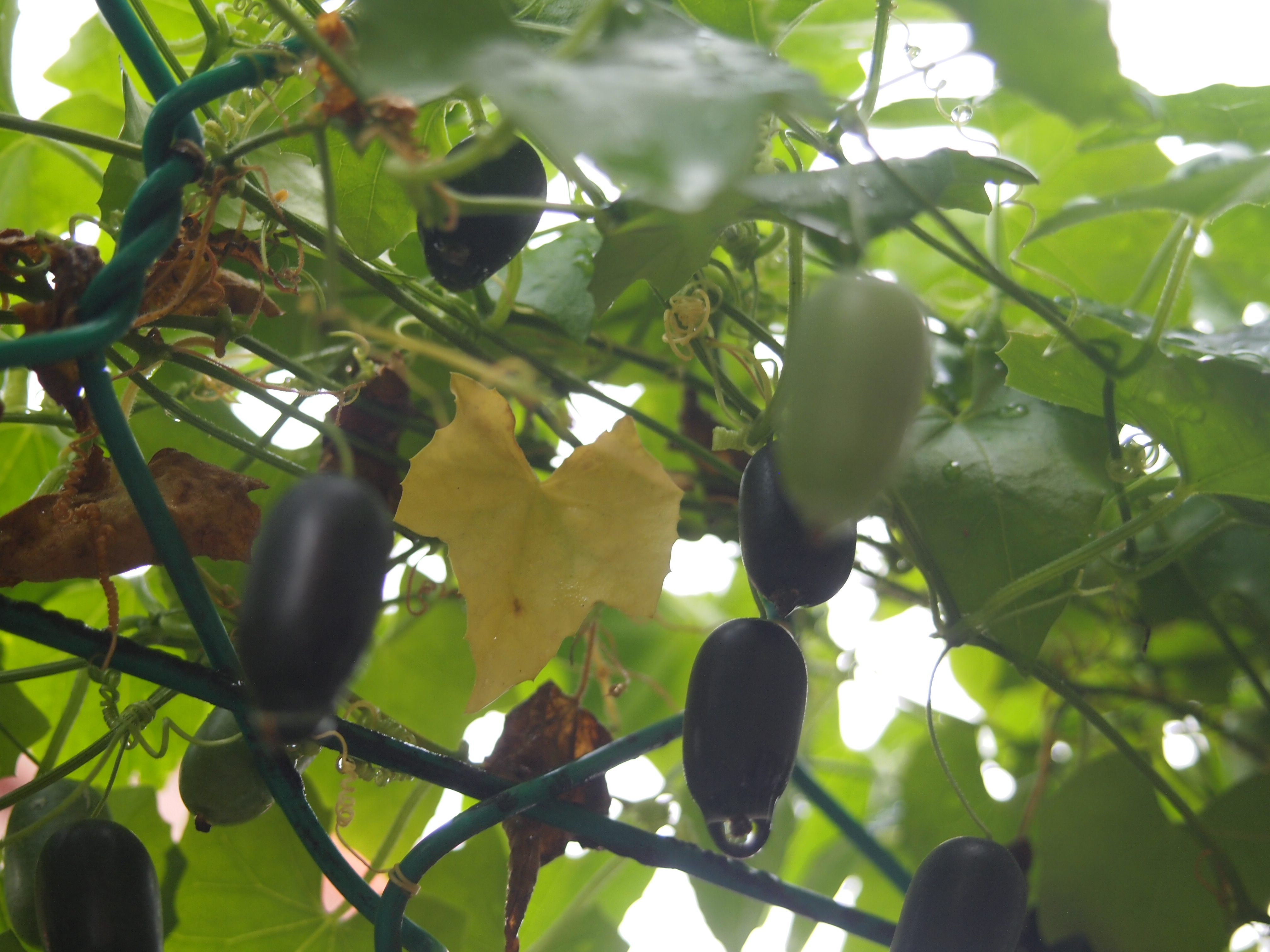
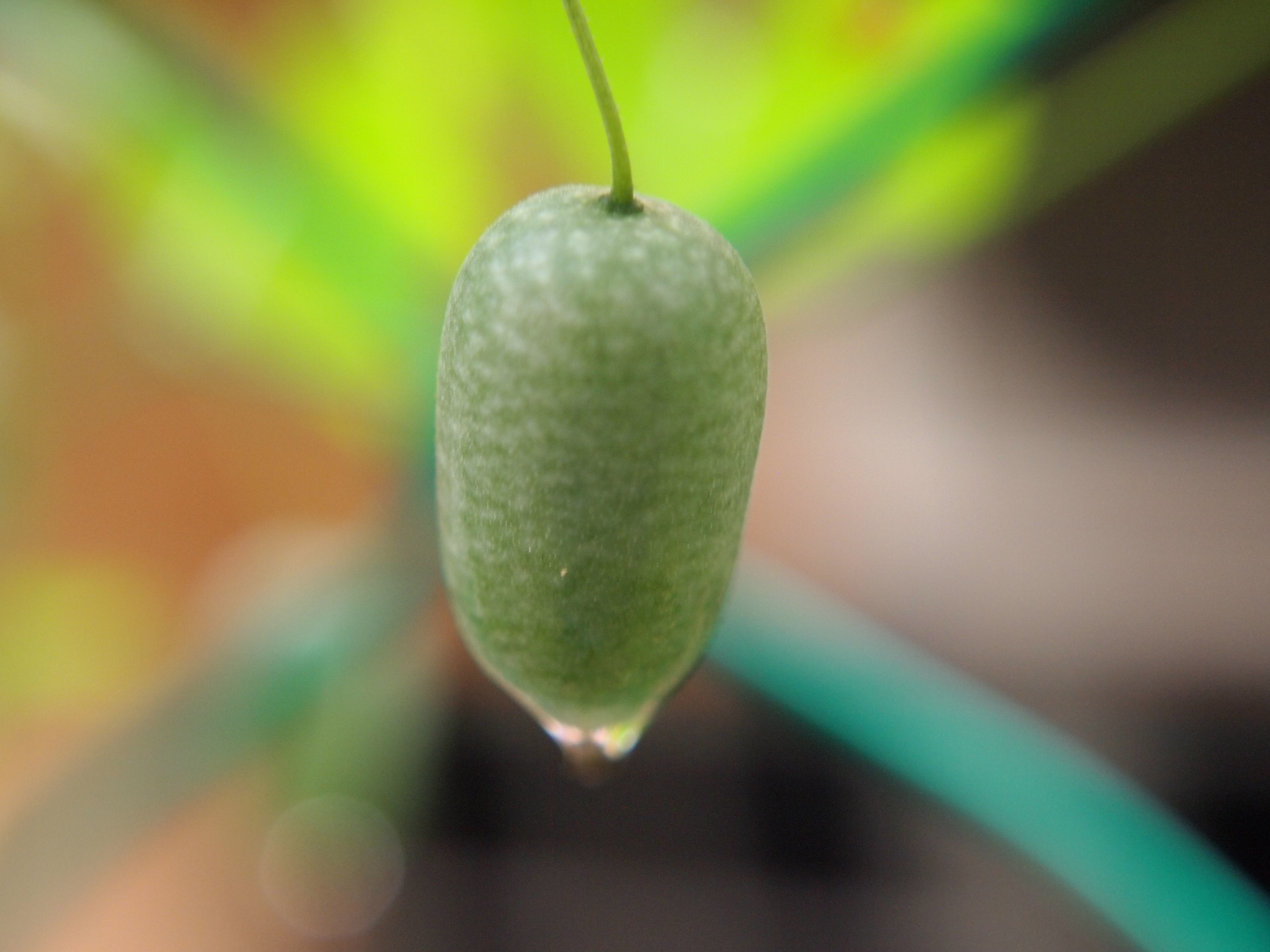
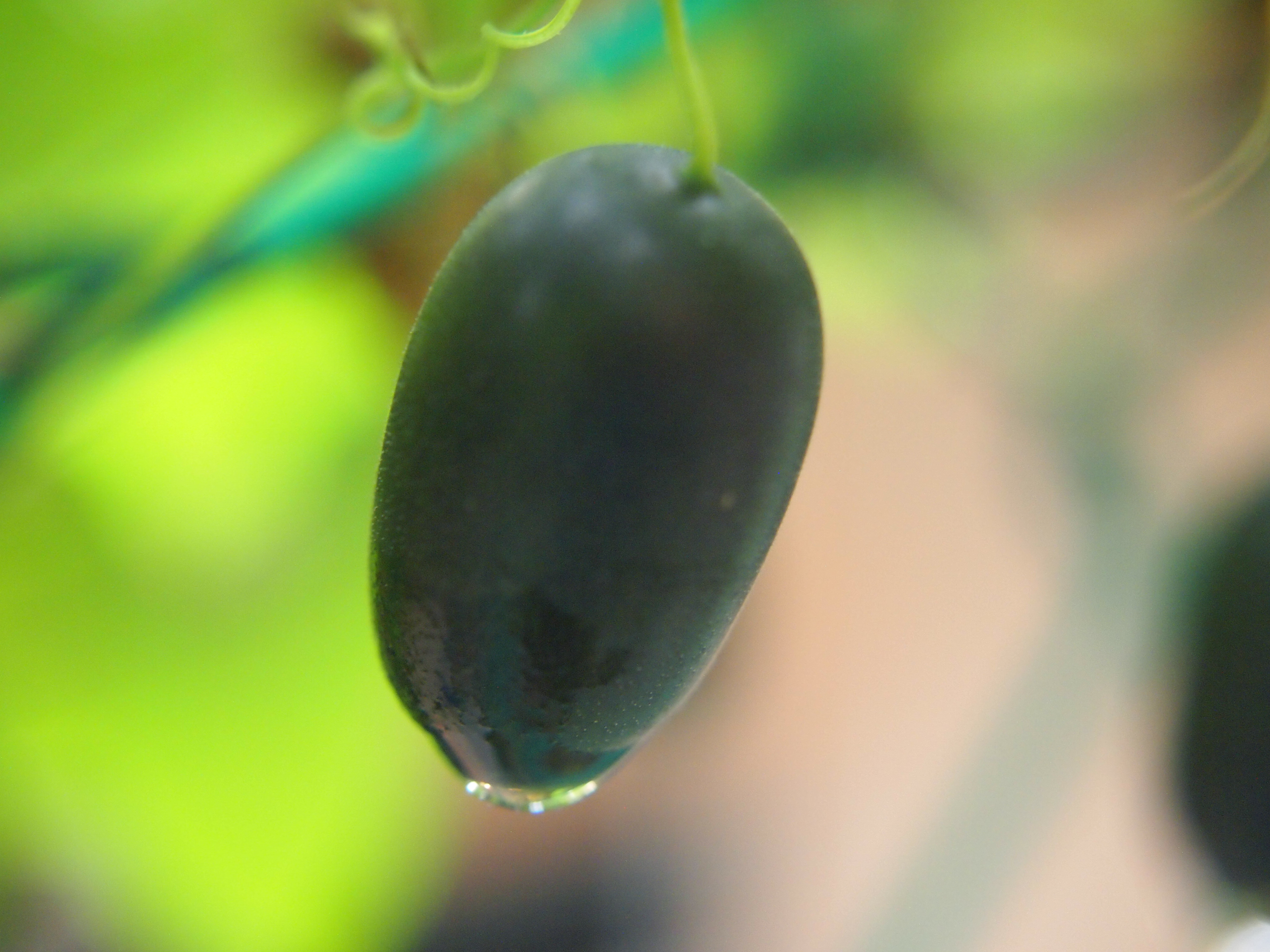

## Dottertaxa tillZehneria, i alfabetisk ordning[1]
- Zehneria alba
- Zehneria angolensis
- Zehneria anomala
- Zehneria backeri
- Zehneria bodinieri
- Zehneria boholensis
- Zehneria brevirostris
- Zehneria capillacea
- Zehneria clemensiae
- Zehneria cunninghamii
- Zehneria elbertii
- Zehneria emirnensis
- Zehneria erythrobacca
- Zehneria filipes
- Zehneria gilletii
- Zehneria guamensis
- Zehneria hallii
- Zehneria hermaphrodita
- Zehneria hookeriana
- Zehneria idenburgensis
- Zehneria immarginata
- Zehneria indica
- Zehneria japonica
- Zehneria keayana
- Zehneria lancifolia
- Zehneria liukiuensis
- Zehneria macrantha
- Zehneria macrosepala
- Zehneria madagascariensis
- Zehneria marlothii
- Zehneria martinez-crovettoi
- Zehneria maysorensis
- Zehneria microsperma
- Zehneria minutiflora
- Zehneria morobensis
- Zehneria mucronata
- Zehneria neocaledonica
- Zehneria nesophila
- Zehneria oligosperma
- Zehneria pallidinervia
- Zehneria parvifolia
- Zehneria pedicellata
- Zehneria peneyana
- Zehneria pentaphylla
- Zehneria perpusilla
- Zehneria perrieri
- Zehneria pisifera
- Zehneria platysperma
- Zehneria polycarpa
- Zehneria racemosa
- Zehneria repanda
- Zehneria ridens
- Zehneria rizalensis
- Zehneria rutenbergiana
- Zehneria samoensis
- Zehneria scaberrima
- Zehneria scabra
- Zehneria somalensis
- Zehneria sphaerosperma
- Zehneria tahitensis
- Zehneria tenuispica
- Zehneria thwaitesii
- Zehneria trichocarpa
- Zehneria trullifolia
- Zehneria wallichii
- Zehneria viridifolia